# Кижеватово
Кижеватово (мокш. Кижеватова, рос. Кижеватово, до 1963 року Селікса) — мокшанське село у Безсонівському районі, Пензенської області, адміністративний центр Кіжеватовської сільради. Розміщене за 18 км від села Безсонівка, на шосе М5 Москва — Челябінськ, на річці Селікса (тепер Шеликшей). Найближча залізнична станція — Леонідівка (за 10 км). За даними на 1 січня 2004 року в селі мешкало 3482 осіб та налічувалося 877 господарств.

## Історія
Село Селікса, тепер Кижеватово, було засноване у 1681 році Богданом Понакшином з товаришами як мордовське служиве і чиншове село між річками Інра та Отвель.
Гідронім Селікса (переклад «Селікова річка» походить від булгарсько-чувашського язичницького імені Селік (варіанти в документі XVIII ст.: Селиська, Селяков, Селек, Силіка).
У 1963 році село перейменували на Кижеватово на честь Героя Радянського Союзу, начальника прикордонної застави, героя оборони Брестської фортеці в перші тижні війни Андрія Митрофановича Кижеватова (1907—1941). У селі встановлено погруддя і відкритий музей його імені.
У селі є амбулаторія, середня школа і дитячий садок.

## Економіка
- У Кижеватово діє велика птахофабрика «Зарічна».
- Проектується будівництво індустріального парку «Кижеватово» площею 137 га, де будуть розміщені підприємства з виробництва швидкомонтованих конструкцій сендвіч-панелей, будинків з круглих колод і пиломатеріалів, теплоізоляційних матеріалів, техніки і приладів для житлово-комунального комплексу.

## Населення
| 1709  | 1718 | 1782  | 1864  | 1877  | 1897  | 1910  | 1926  | 1959  | 1970  | 1989  | 1998  | 2002  | 2010  | 2021  |
| ----- | ---- | ----- | ----- | ----- | ----- | ----- | ----- | ----- | ----- | ----- | ----- | ----- | ----- | ----- |
| → 779 | ↘349 | ↗1296 | ↗2680 | ↗2838 | ↗3715 | ↗4076 | ↘3830 | ↘3124 | ↗3343 | ↘3108 | ↗4087 | ↘2691 | ↗3191 | ↘4112 |

Національний склад станом на 2002 рік
- мокшани — 55% [7]